# Будилівська сільська рада (Козівський район)
Буди́лівська сільська́ ра́да — адміністративно-територіальна одиниця та орган місцевого самоврядування в Козівському районі Тернопільської області. Адміністративний центр — село Будилів.

## Загальні відомості
- Територія ради: 0,574 км²
- Населення ради: 1 157 осіб (станом на 2001 рік)
- Територією ради протікає річка Стрипа

## Населені пункти
Сільській раді були підпорядковані населені пункти:
- с. Будилів
- с. Медова

## Склад ради
Рада складалася з 15 депутатів та голови.
- Голова ради: Стасишин Євген Володимирович
- Секретар ради: Федор Ольга Михайлівна

### Керівний склад попередніх скликань
| Прізвище, ім'я, по батькові   | Основні відомості                                                             | Дата обрання | Дата звільнення |
| ----------------------------- | ----------------------------------------------------------------------------- | ------------ | --------------- |
| Кушпінський Григорій Павлович | Сільський голова, 1980 року народження, безпартійний                          | 26.03.2006   | 31.10.2010      |
| Стасишин Євген Володимирович  | Сільський голова, 1963 року народження, освіта незакінчена вища, безпартійний | 31.10.2010   |                 |

Примітка: таблиця складена за даними сайту Верховної Ради України

### Депутати
За результатами місцевих виборів 2010 року депутатами ради стали:

#### За суб'єктами висування
| Суб'єкт висування | Кількість обраних депутатів | %   |
| ----------------- | --------------------------- | --- |
| Самовисування     | 15                          | 100 |

#### За округами
| № округу | Прізвище, ім'я, по батькові     | Дата визнання обраним | Освіта  | Партійна приналежність | Відомості про обраного депутата                      |
| -------- | ------------------------------- | --------------------- | ------- | ---------------------- | ---------------------------------------------------- |
| 1        | Шимоняк Олександр Петрович      | 04.11.2010            | середня | позапартійний          | тимчасово не працює                                  |
| 2        | Паньчак Василь Мирославович     | 06.07.2014            | середня | позапартійний          | Тернопільський технічний коледж ім. І.Пулюя, студент |
| 3        | Похонський Ігор Євгенович       | 04.11.2010            | середня | позапартійний          | тимчасово не працює                                  |
| 4        | Данилюк Іван Богданович         | 04.11.2010            | середня | позапартійний          | тимчасово не працює                                  |
| 5        | Назар Анатолій Мирославович     | 04.11.2010            | середня | позапартійний          | тимчасово не працює                                  |
| 6        | Федор Ольга Михайлівна          | 04.11.2010            | вища    | позапартійна           | Сільська рада с. Будилів, секретар                   |
| 7        | Стефанишин Андрій Володимирович | 04.11.2010            | вища    | позапартійний          | тимчасово не працює                                  |
| 8        | Сидяга Василь Михайлович        | 04.11.2010            | середня | позапартійний          | тимчасово не працює                                  |
| 9        | Бебло Іван Богданович           | 04.11.2010            | середня | позапартійний          | тимчасово не працює                                  |
| 10       | Курило Володимир Євгенович      | 04.11.2010            | середня | позапартійний          | тимчасово не працює                                  |
| 11       | Стасишин Андрій Михайлович      | 04.11.2010            | середня | позапартійний          | тимчасово не працює                                  |
| 12       | Гніздюх Тарас Іванович          | 23.06.2013            | середня | позапартійний          | Тернопільське ПТУ № 4, студент                       |
| 13       | Квет Володимир Володимирович    | 04.11.2010            | вища    | позапартійний          | тимчасово не працює                                  |
| 14       | Дубовий Мирослав Богданович     | 04.11.2010            | середня | позапартійний          | тимчасово не працює                                  |
| 15       | Пертица Петро Миколайович       | 04.11.2010            | вища    | позапартійний          | С. Медова Школа, вчитель                             |